# سینمای آسیای شرقی

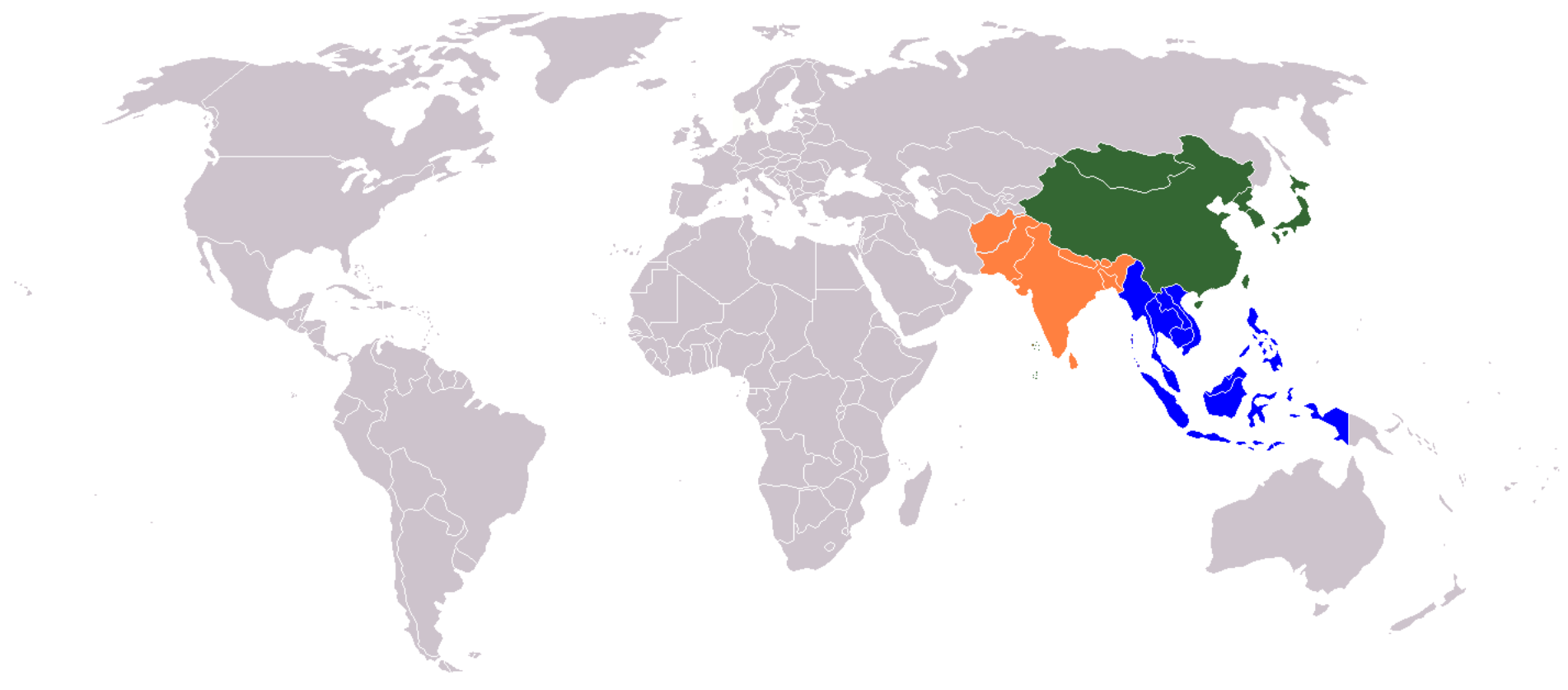
شرق آسیا روی این نقشه با رنگ سبز نمایش داده شده است.

سینمای آسیای شرقی (انگلیسی: East Asian cinema) سینمایی است که در شرق آسیا یا توسط افرادی اهل این ناحیه تولید می‌شود. این سینما بخشی از سینمای آسیا به حساب می‌آید که خود بخشی از سینمای جهان است. سینمای جهان، مفهومی است که در دنیای انگلیسی‌زبان برای تمام فیلم‌هایی به غیر از زبان انگلیسی به کار می‌رود. 
بارزترین صنایع فیلم‌سازی آسیای شرقی، صنایع فیلم چین، هنگ کنگ، ژاپن، تایوان و سینمای کره جنوبی هستند. باقی کشورهای این منطقه سینمایی شامل مغولستان، کره شمالی و ماکائو می‌شود. بزرگ‌ترین بازار سینمای شرق آسیا به چین، ژاپن و کره جنوبی تعلق دارد.
اصطلاحاتی چون «سینمای شرق دور»، «سینمای آسیایی»، «سینمای شرقی» و «سینمای مشرق‌زمین» گاهی، به ویژه در آمریکا، مترادف با سینمای آسیای شرقی استفاده می‌شوند. این گستره وسیع از اصطلاحات، نشان‌گر این است که غنا و وسعت این سینما به حدی است که می‌تواند با سینمای بخش‌های دیگر قاره آسیا از جمله سینمای آسیای جنوبی مانند سینمای هند که شامل صنعت بزرگ فیلم‌سازی بالیوود هم می‌شود، رقابت کند. 

## گونه‌ها
برخی از مشهورترین گونه‌های این سینما (ژانر) به عبارت زیرند:
- فیلم رزمی
- انیمه
- وحشت ژاپنی
- درام کره‌ای
- خونریزی قهرمانانه